# Бабочиевы
Бабочи́евы (осет. Бабочитæ) — дигорская фамилия.

## Происхождение рода
Бабочиевы своё происхождение связывают с предком по имени Бабочи жившим, по генеалогическим расчётам, примерно в XVI веке. Этот род относится к той части алан, которые покинули равнинные земли по реке Кубани (ныне территория Карачаево-Черкесии) и переселились в местность где было образовано поселение Кет (Кетæ).
По данным переписи 1866 года, ни в одном из аулов горной Дигории того времени не было зафиксировано носителей фамилии Бабочиевых. Факт же проживания представителей фамилии в с. Кет подтверждается в работе профессора Анастасии Цагаевой “Топонимика Северной Осетии”: «Бабочити скъæтуæттæ» — "Места хлевов Бабочиевых. Глубокое лесистое ущелье с пастбищными полянами в окрестностях с. Хазнидон". Именно здесь некогда располагалось с. Кет. На момент указанной переписи на территории равнинной Дигории его уже не было.
В настоящее время Бабочиевы в основном проживают в сел. Чикола, в городах Владикавказ и Дигора. Также некоторые семьи живут в городах Нальчик и Ростов-на-Дону.

## Генетическая генеалогия
| 389I | 389II | 390 | 456 | 19 | 385 | 385-2 | 458 | 437 | 438 | 448 | Y_GATA_H4 | 391 | 392 | 393 | 439 | 635 | 388 | 426 |
| ---- | ----- | --- | --- | -- | --- | ----- | --- | --- | --- | --- | --------- | --- | --- | --- | --- | --- | --- | --- |
| 11   | 28    | 23  | 15  | 15 | 15  | 17    | 17  | 15  | 9   | 21  | 12        | 9   | 10  | 14  | 11  | 23  | 12  | 11  |

## Известные представители
- Виктор Османович Бабочиев (1949) — член Национального союза художников Украины, участник международных выставок.
- Валерий Омарбиевич Бабочиев — полковник, участник афганских событий. Награжден орденами и медалями СССР.
- Осман Слангериевич Бабочиев — известный лётчик-испытатель, кавалер многих орденов и медалей.
- Руслан Омарбиевич Бабочиев (1950) — член Союза писателей России, народный поэт РСО-Алания.
- Сафарбий Иналукович Бабочиев — председатель народного суда.